# Елизаветинский сельсовет (Пензенская область)
Елизаветинский сельсовет — муниципальное образование со статусом сельского поселения в Мокшанском районе Пензенской области Российской Федерации.
Административный центр — село Елизаветино.

## История
Статус и границы сельского поселения установлены Законом Пензенской области от 2 ноября 2004 года № 690-ЗПО «О границах муниципальных образований Пензенской области».

## Население
| 2002 | 2010 | 2012 | 2013 | 2014 | 2015 | 2016 |
| ---- | ---- | ---- | ---- | ---- | ---- | ---- |
| 653  | ↘605 | ↘586 | ↗594 | ↘583 | ↘572 | ↘563 |
| 2017 | 2018 | 2021 |      |      |      |      |
| →563 | ↘553 | ↗564 |      |      |      |      |

## Состав сельского поселения
| № | Населённый пункт | Тип населённого пункта       | Население |
| - | ---------------- | ---------------------------- | --------- |
| 1 | Варварино        | деревня                      | 104       |
| 2 | Выглядовка       | деревня                      | 32        |
| 3 | Елизаветино      | село, административный центр | ↘469      |